# Самюель Елізе Брідель
Самюель Елізе де Брідель (нім. Samuel Elisée Bridel; 1761-1828) — швейцарсько-німецький бріолог.
Навчався в університеті Лозанни, а у віці 19 років почав працювати вихователем князів Саксен-Гота-Альтенбург. У 1804 році він був призначений геймеровським правозахисником до таємної ради, а пізніше він працював бібліотекарем в місті Гота.
Самюель Елізе Брідель був автором важливої роботи про мохи під назвою Muscologia recentiorum (1797—1803). Пізніше він опублікував двотомник Bryologia universa (1826-27), який був поліпшеною версією його попередньої роботи. У ньому він запровадив нову систему класифікації мохів, яка зараз не використовується.
На честь Самюеля Бріделя названо рід Bridelia.